# Helichrysum solitarium
Helichrysum solitarium là một loài thực vật có hoa trong họ Cúc. Loài này được Hilliard mô tả khoa học đầu tiên năm 1983.